# Virus Ebola
Ebola (tiếng Anh: Ebola virus, viết tắt: EBOV) là loại virus có một bộ mã di truyền RNA chuỗi âm không phân đoạn chứa 7 genes cấu trúc và điều hòa. Virus Ebola gây bệnh sốt xuất huyết ở người và các loài linh trưởng khác. EBOV là một trong nhóm 4 tác nhân gây bệnh nguy hiểm nhất theo Tổ chức Y tế Thế giới, Viện Y tế Hoa Kỳ/Viện Bệnh truyền nhiễm và Dị ứng Hoa Kỳ (National Institute of Allergy and Infectious Diseases), trong danh mục yếu tố khủng bố sinh học của Trung tâm kiểm soát và Phòng chống bệnh Hoa Kỳ (Centers for Disease Control and Prevention), và trong danh sách chất độc sinh học cần kiểm soát của Australia Group.
Bệnh do virus Ebola (EVD) hay sốt xuất huyết Ebola (EHF) là bệnh do virus Ebola gây ra ở người. Các triệu chứng thường khởi phát sau khi bị nhiễm virus từ 2 ngày đến 3 tuần như: Sốt, đau họng, đau bắp cơ, và nhức đầu. Sau đó thường xuất hiện các triệu chứng buồn nôn, nôn ói, và tiêu chảy, kèm theo các chức năng gan và thận cũng bị suy giảm. Ở giai đoạn này, một số người bắt đầu có các triệu chứng xuất huyết. Bệnh Ebola giống như sốt rét nhưng không phải. Đã từng xảy ra dịch bệnh Virus Ebola vào năm 1976 và năm 2014 tại châu Phi.